# Энциклопедия Дюны
«Энциклопе́дия Дю́ны» (англ. The Dune Encyclopedia) — книга, написанная профессором Уиллисом Макнелли и фанатами цикла романов «Хроники Дюны» Фрэнка Герберта. Её статьи помогают лучше разобраться во вселенной Дюны. Фрэнк Герберт в предисловии одобрил эту книгу, но сказал, что имеет другие взгляды на некоторые события и предложил называть её «Альтернативной вселенной Дюны». Энциклопедия была написана после выхода «Бога-императора Дюны», но до 5-й и 6-й книг, и некоторые статьи в итоге вошли в противоречие с развитием сюжета.
Брайан Герберт и Кевин Андерсон в своих приквелах к «Дюне» тоже не пользовались «Энциклопедией Дюны», считая её фанфиком. В их книгах также есть ряд противоречий с энциклопедией.
Норман Спинрад в своей книге «Научная фантастика в реальном мире» охарактеризовал факт написания «Энциклопедию Дюны» как доказательство определённой эстетической респектабельности научной фантастики, в рамках которой написана книга, «главным героем» которой является созданный мир, а сюжет и персонажи играют второстепенную роль, при этом сюжетная линия хорошо интегрирована в псевдодокументальную энциклопедическую форму. Он сравнивает данную книгу с работами Набокова.
Макнелли хотел переиздать книгу в 2001 году, однако не смог заручиться поддержкой компании Herbert Properties, управляющей наследием Ф. Герберта и брендом Dune. Книга стала раритетом.